# SVT Nyheter Jönköping
SVT Nyheter Jönköping är Sveriges Televisions regionala nyhetsprogram för Jönköpings län.